# Västergötland-klass
Västergötland var en ubåtsklass som ingick i svenska flottan. Den bestod av de fyra ubåtarna HMS Västergötland, HMS Hälsingland, HMS Södermanland, HMS Östergötland färdigställda 1987-1990. De två sistnämnda ubåtarna byggdes om kraftigt 2000-2003 för svenska flottan och uppgraderades till en ny Södermanland-klass.

## Prestanda i världsklass
Ubåtarna i Västergötlandsklassen kunde avfyra upp till sex tunga och sex lätta trådstyrda torpeder samtidigt mot olika mål - ett världsrekord av kanske tveksam nytta som förmodligen står sig än idag.

## Export
Under 2005 tecknades ett avtal mellan Sverige och Singapore om att sälja HMS Västergötland och HMS Hälsingland till singaporianska flottan. Efter omfattande moderniseringar (2006-2010) och tre års utbildning (maj 2007-maj 2010) av två nya ubåtsbesättningar inom det så kallade Northern Light-projektet (NoLi), fullbordades försäljningen.
I Singapore fick de uppgraderade ubåtarna en ny klass Archer och nya namn, HMS Hälsingland till RSS Archer och HMS Västergötland till RSS Swordsman.